# Alfred Jacob Miller
Pour les articles homonymes, voir Miller.
Alfred Jacob Miller (né le 2 janvier 1810 à Baltimore - mort le 26 juin 1874 à Baltimore) est un peintre américain connu pour ses œuvres sur le Nord-Ouest des États-Unis et les Amérindiens.

## Galerie

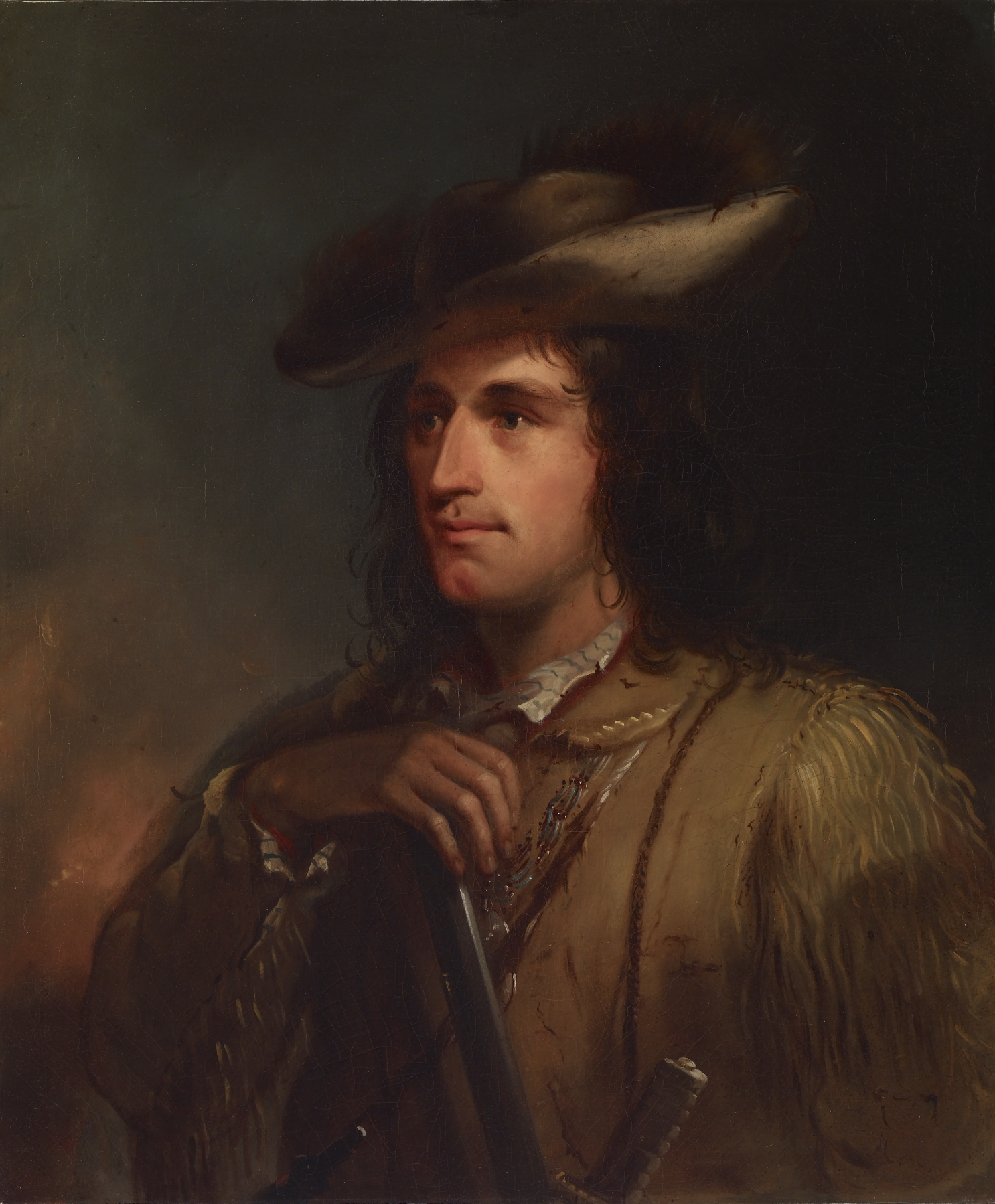
Portrait of Antoine
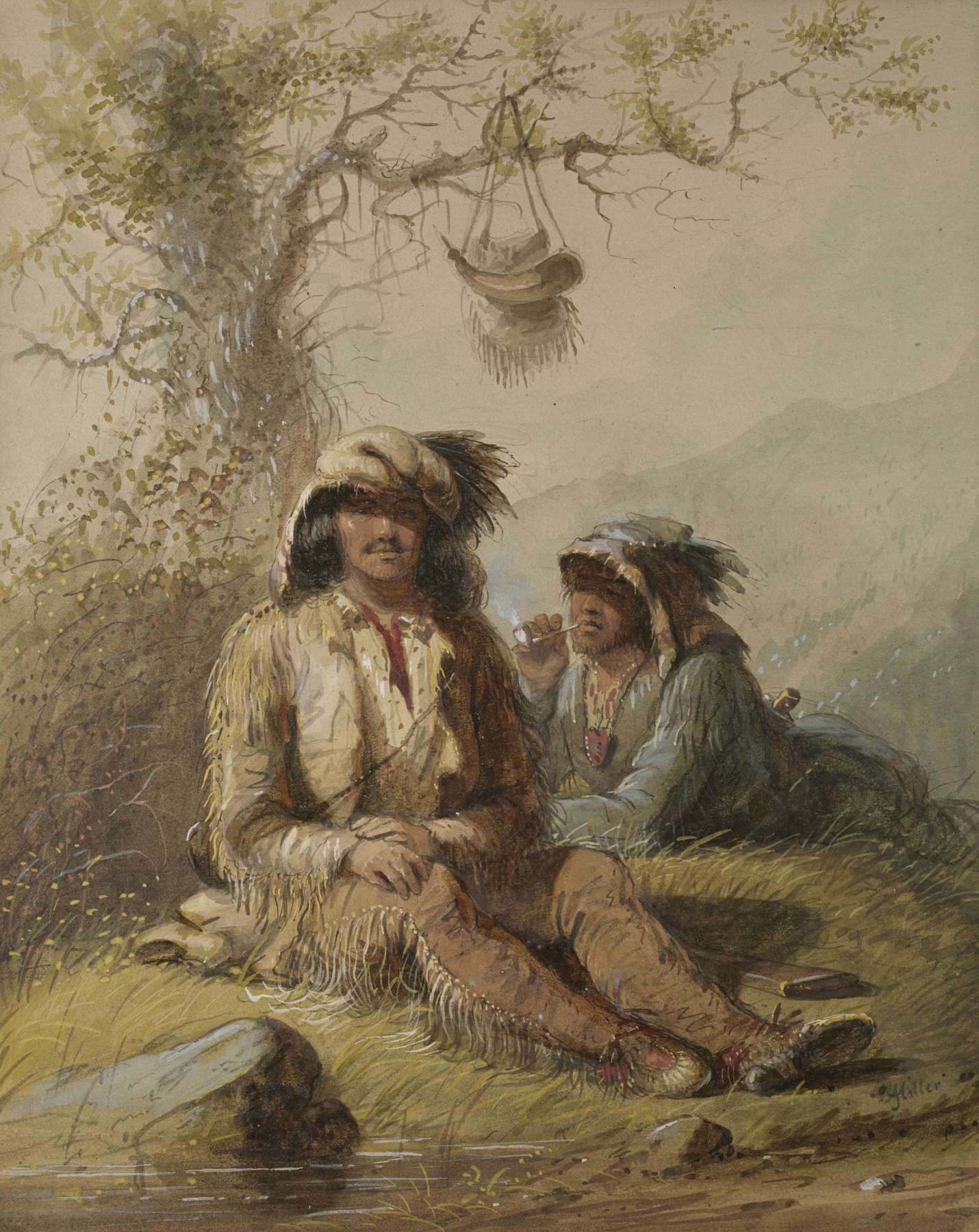
Trappers
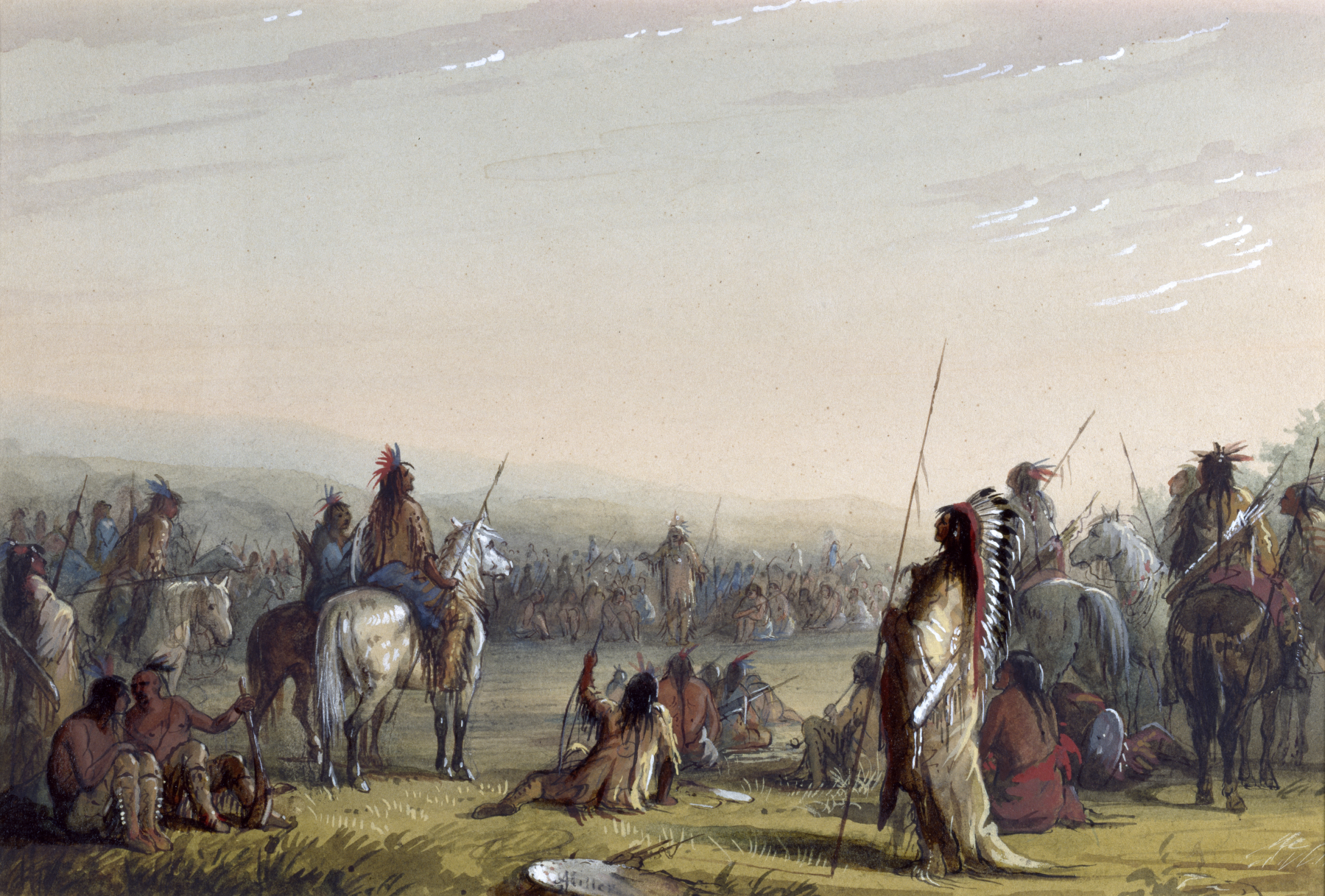
Indian Council
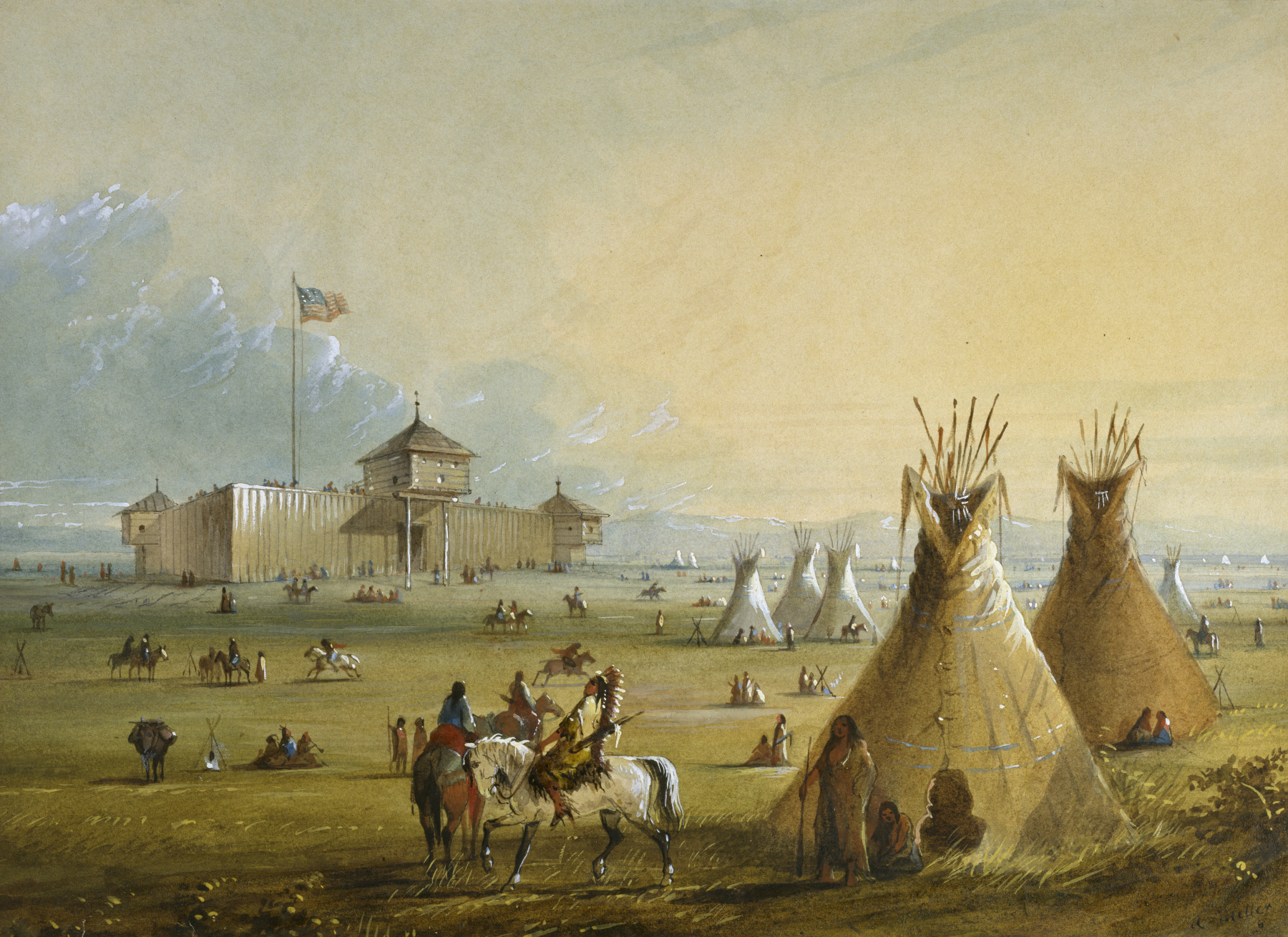
Fort Laramie
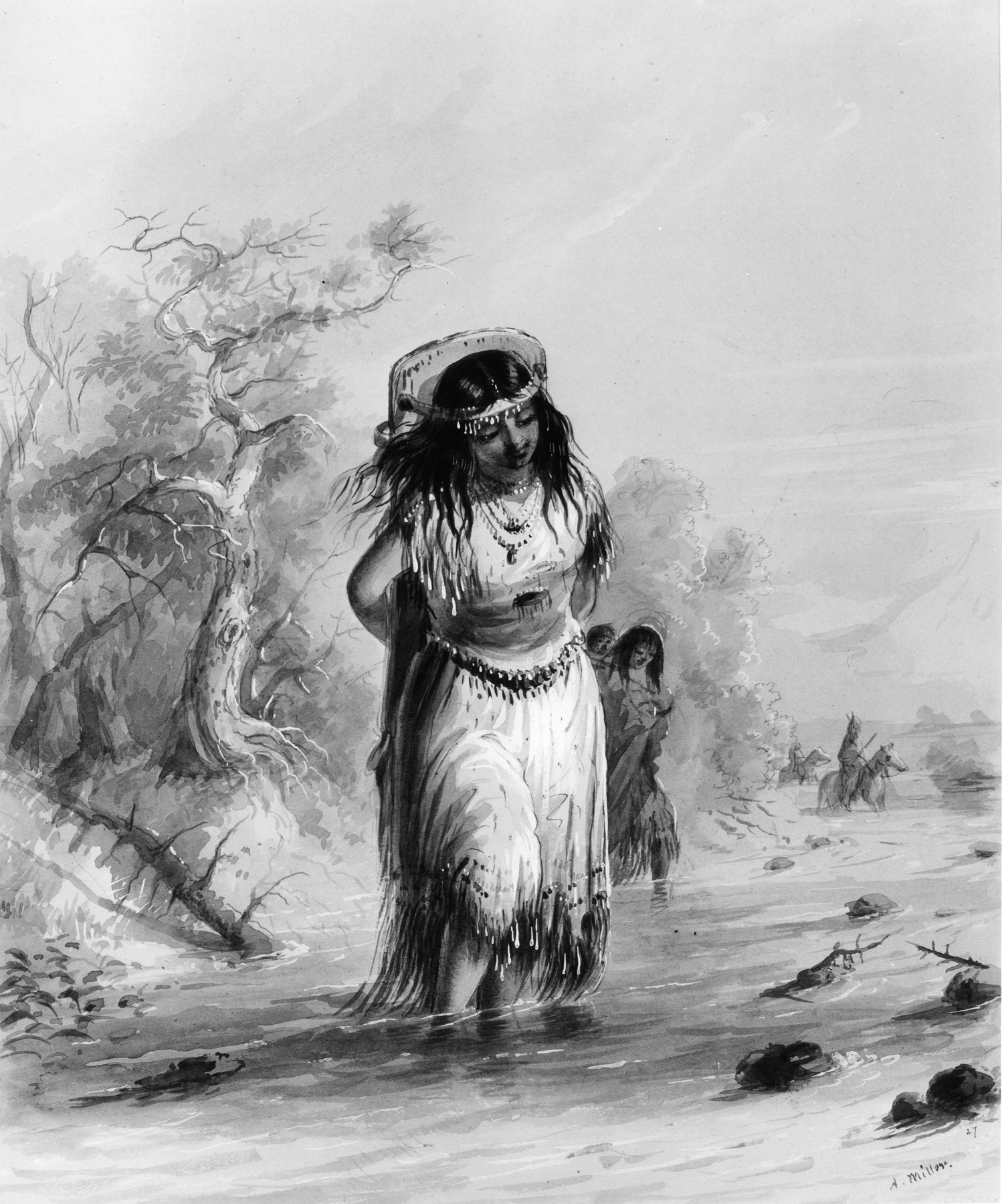
Indian Girl with Papoose Crossing Stream
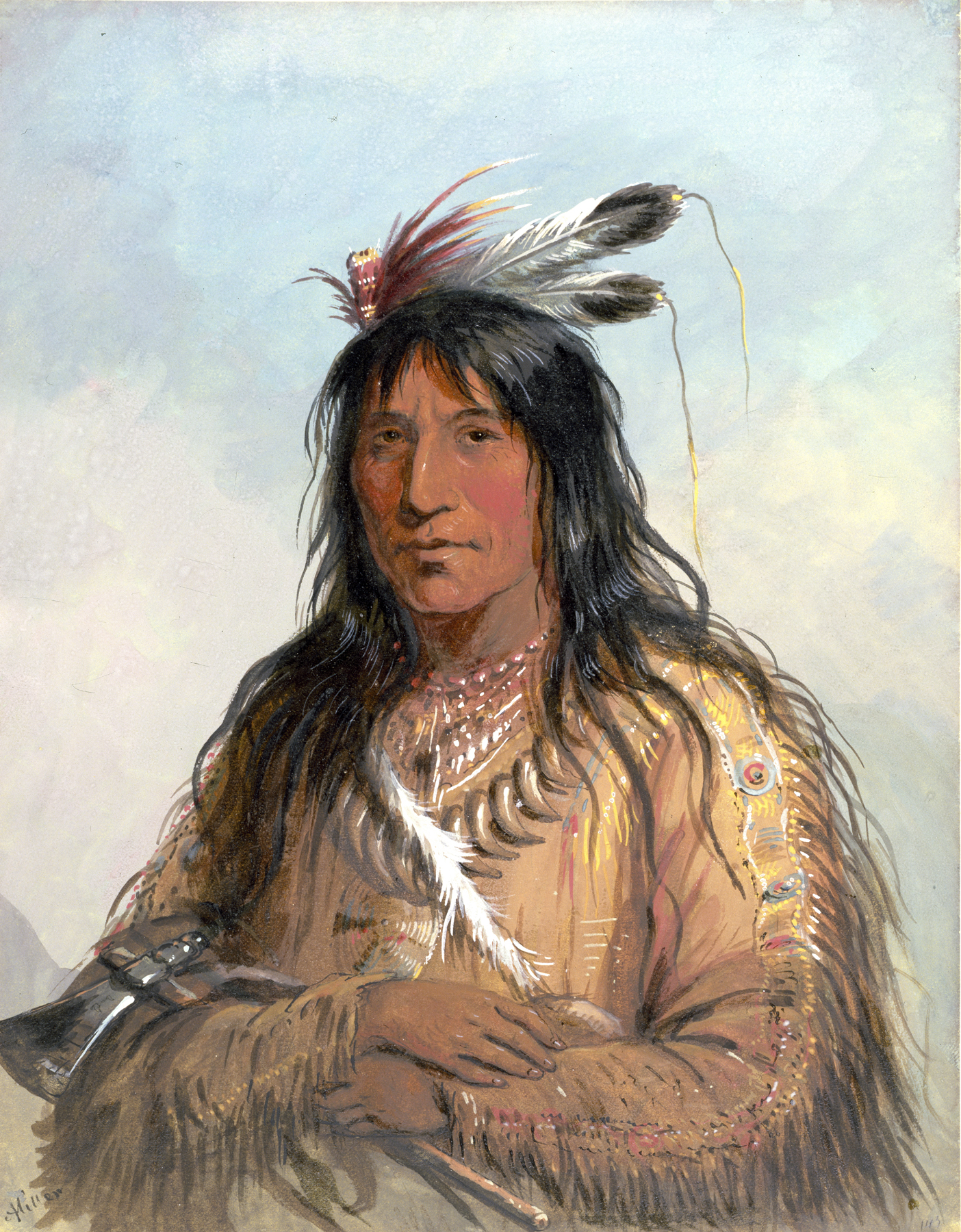
Head of "Matau-Tathonca," "Bull Bear"- an Ogillalah

## Œuvres
- Indian Girls Swinging, aquarelle, Walters Art Museum, Baltimore, Maryland.
- The Trapper's Bride, 1850, Joslyn Art Museum, Omaha, Nebraska.